# Hacıqabul Rayonu
Hacıqabul Rayonu är ett distrikt i Azerbajdzjan. Det ligger i den östra delen av landet, 90 km väster om huvudstaden Baku. Antalet invånare är 61 015. Arean är 1 640 kvadratkilometer.
Terrängen i Hacıqabul Rayonu är kuperad åt nordost, men åt sydväst är den platt.
Följande samhällen finns i Hacıqabul Rayonu:
- Hacıqabul
- Mughan
- Navahı
- Atbulaq
- Randzhbar
- Qubalıbalaoğlan
- Abdulyan
- Birinci Udullu
- Birinci Meyniman
- İkinci Udullu
- Padar
- Qızılburun
- Axtaçı Şirvan
- Qubalı
- Ağacanlı
- Tagyay
- İkinci Meyniman

Omgivningarna runt Hacıqabul Rayonu är i huvudsak ett öppet busklandskap. Runt Hacıqabul Rayonu är det ganska tätbefolkat, med 166 invånare per kvadratkilometer.